# زين بيكا
زين بيكا (بالإنجليزية: Zain Bhikha)‏ (ولد في 9 أغسطس 1974) هو مُنشد ومؤلف أناشيد جنوب أفريقي، حقق نجاحا ملحوظا كمُنشد للأناشيد الإسلامية. ارتبط بمنشدين ومغنيين إسلاميين آخرين، مثل يوسف إسلام وداوود وارنسبي، قام بالمشاركة في العديد من الألبومات كما أطلق عدة ألبومات فردية